# Кампания в Асейтуна
Кампанията в Асейтуна се провежда по време на Гражданската война в Испания през 1936 г. През декември 1936 г. националистите започват офанзива, за да окупират град Андухар. Националистите завземат 2 600 квадратни километра и побеждават републиканската армия при Лопера, но не успяват да окупират Андухар.

## Предпоставки
През декември 1936 г. Гонсало Кейпо де Ляно започва офанзива в провинция Кордоба, за да превземе богатия на маслини район Андухар и да освободи обсадената гражданска гвардия в светилището на Нуестра Сеньора де ла Кабеса.

## Офанзивата
Националистите започват офанзива на 13 декември с 2 000 рекете и мавритански войски (по-късно 4 000). На 20 декември те окупират град Бухаланс, на 22 декември Педро Абад и Виляфранка. Испанската републиканска армия решава да започне контранастъпление, за да спре националистите и е организирана нова армия на Юга под командването на генерал Мартинес Монхе. XIV Интернационална бригада е изпратена на фронта в Кордоба. На 24 декември 9-та рота на XIV интернационална бригада (600 души) е унищожена от националистическите войски във Вила дел Рио (400 убити) и националистите окупират Виля дел Рио и Лопера, а на 25 декември Монтурке. На 27 декември XIV интернационална бригада започва атака, за да си върне град Лопера. Бригадата понася ужасяващи загуби и атаката е прекратена на 29 декември. До 31 декември националистите окупират град Поркуна и спират настъплението си.

## Последица
Националистите окупират 2 600 квадратни километра земя за отглеждане на маслини, някои градове и водноелектрическата централа в Ел Карпио. Въпреки това, националистите не превземат Андухар и на 1 май 1937 г. Републиканската армия щурмува светилището на Нуестра Сеньора де ла Кабеса.